# Christy Opara-Thompson
Christy Opara-Thompson, nigerijska atletinja, * 24. december 1971, Nigerija.
Nastopila je na olimpijskih igrah v letih 1992 in 1996, leta 1992 je osvojila bronasto medaljo v štafeti 4×100 m in se uvrstila v polfinale teka na 100 m, leta 1996 je bila v štafeti 4x100 m peta. Na afriških prvenstvih je osvojila naslov prvakinje v skoku v daljino in bronasto medaljo v teku na 100 m leta 1993, na igrah Skupnosti narodov pa zlato medaljo v štafeti 4x100 m, srebrno v teku na 100 m in bronasto v skoku v daljino leta 1994.